# St. Bartholomäus (Oberbergkirchen)

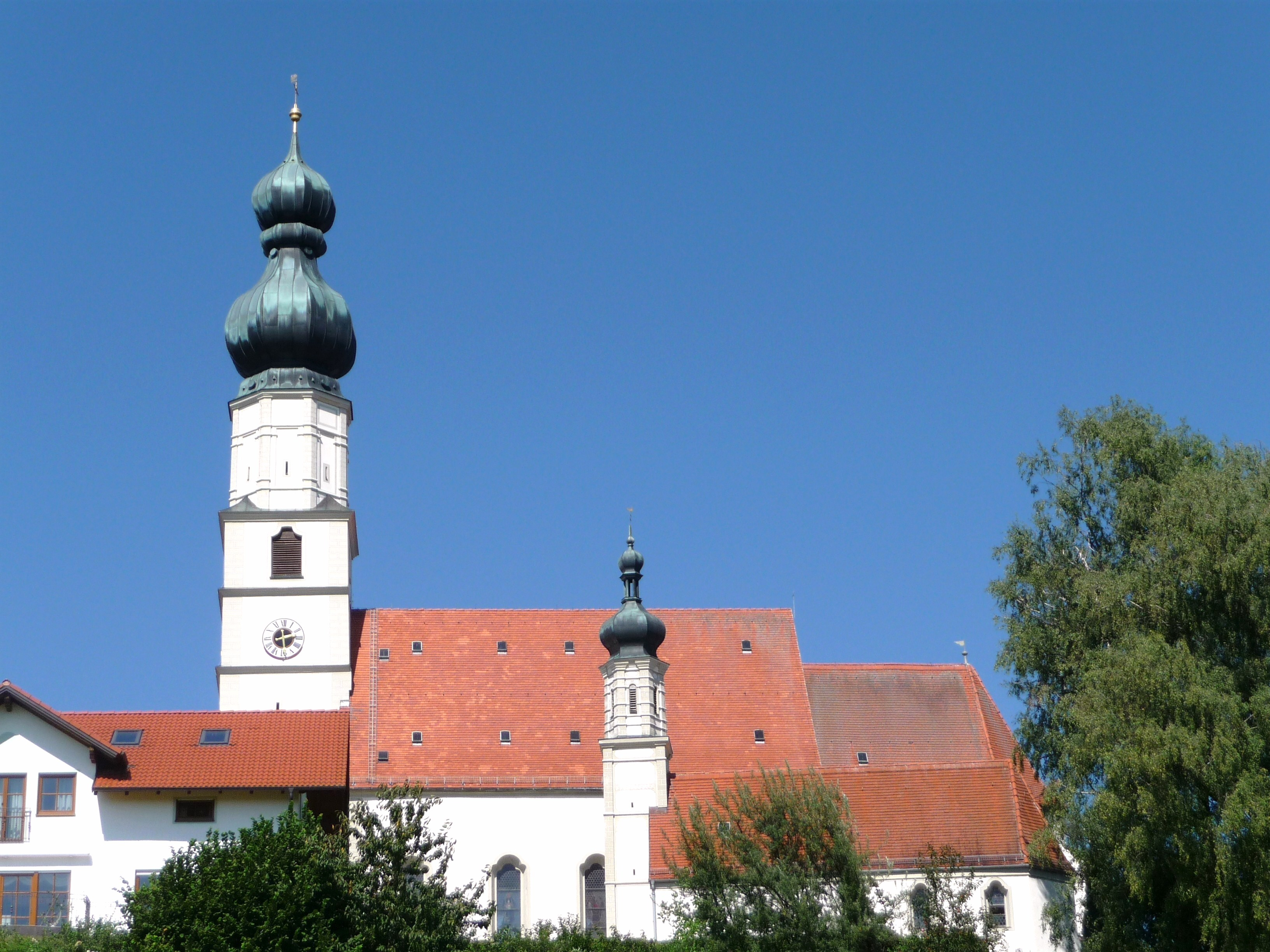
St. Bartholomäus in Oberbergkirchen

Die römisch-katholische Pfarrkirche St. Bartholomäus ist eine spätgotische Saalkirche in Oberbergkirchen im oberbayerischen Landkreis Mühldorf am Inn. Sie gehört zum Pfarrverband Schönberg im Dekanat Mühldorf am Inn des Erzbistums München und Freising.

## Geschichte und Architektur
Die Kirche St. Bartholomäus ist als beherrschender Höhepunkt des sich auf einem Höhenzug ausbreitenden Pfarrdorfs mit starker Fernwirkung in die Landschaft erbaut. Das Bauwerk ist ein stattlicher, steil proportionierter Ziegelbau des frühen 15. Jahrhunderts. Ein zweijochiger eingezogener Chor mit Dreiachtelschluss ist angefügt; die Gewölbe sind über Schildbögen eingezogen, Strebepfeiler stützen den Chor. Das fünfjochige Langhaus hat außen keine Strebepfeiler. Der Westturm ist im mittelalterlichen Teil sechsgeschossig; das Oktogongeschoss, die Doppelzwiebel sowie Umbauarbeiten wurden im Jahr 1726 durch Silvester Mayerhofer ausgeführt: die graugrüne Quaderfassung des Äußeren, der Neubau der Sakristei, die Abnahme der Gewölberippen im Chor sowie der Neueinzug der Langhausgewölbe. Im Jahr 1987 wurde der Zustand von 1938 einschließlich der damals geschaffenen Deckengemälde wiederhergestellt. An der Südaußenwand sind Wandmalereifragmente des 15. Jahrhunderts erhalten; weiterhin eine Grabplatte von Hans Herberger († 1435) aus Rotmarmor sowie ein Epitaph des Pfarrers Caspar Khögel († 1618) aus Rotmarmor.

## Ausstattung
Das Hauptwerk der Ausstattung ist der Hochaltar aus der Zeit um 1675 mit einem Ölgemälde von Andreas Seidl von 1803, welches das Martyrium des Heiligen Bartholomäus darstellt, und zwei lebensgroßen Figuren der Heiligen Bartholomäus und Martin aus der Zeit um 1730, die Georg Ferdinand Hartmann zugeschrieben werden, ebenso wie der Apostelzyklus. Der Tabernakel stammt aus dem Jahr 1779 und wurde 1941 verändert. Ein Wandmalereifragment an der Chornordwand zeigt das Martyrium des Heiligen Sebastian aus der ersten Hälfte des 15. Jahrhunderts, das 1987 freigelegt wurde. An der Chorsüdwand steht das Epitaph für Anton Freiherr von Altfraunberg († 1743) in elegantem, geschnitztem Rokokorahmen. Die Seitenaltäre sind Werke des dritten Viertels des 17. Jahrhunderts. Die Rokokokanzel wurde im Jahr 1769 von Johann Philipp Wagner geschaffen.
Ein bedeutendes monumentales Tafelbild mit einem großen figurenreichen Kalvarienberg an der Langhausnordwand ist eine Salzburger Arbeit aus der Zeit um 1450 aus dem Umkreis von Conrad Laib, die vielleicht vom Kreuzaltar des mittelalterlichen Salzburger Doms stammt. Eine spätgotische Westempore über dreischiffigem zweijochigen Gewölbe und das gleichzeitige Westportal sind ebenfalls aus dem Mittelalter überliefert.
Die Orgel ist ein Werk von Franz Caspar Frosch aus dem Jahr 1868 mit elf Registern auf einem Manual und Pedal.

## Umgebung
Unmittelbar benachbart liegt die 1518 geweihte Friedhofskapelle, ein Saalbau mit nicht eingezogenem Chor und dreijochigem Langhaus. Ein zierlicher reichgegliederter Dachreiter des frühen 18. Jahrhunderts bekrönt das Bauwerk. Aus dem frühen 18. Jahrhundert stammt ein Ölgemälde mit einer Darstellung der Heiligen Sippe.